# Decumani di Napoli

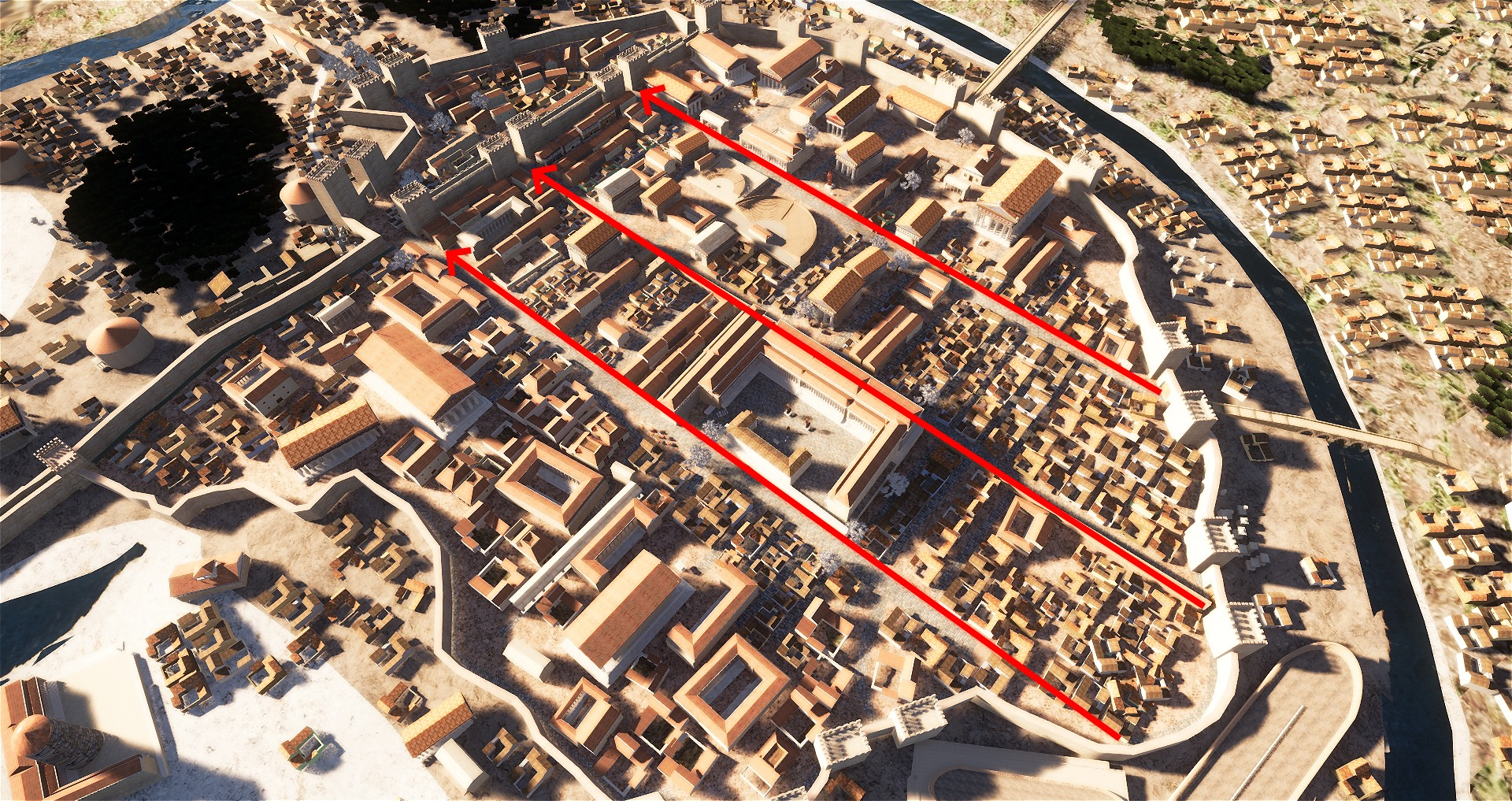
Ricostruzione verosimile in 3D di Neapolis greca (le frecce rosse indicano le plateiai)

I decumani di Napoli sono tre antiche strade di Napoli create alla fine del VI secolo a.C. durante l'epoca greca costituenti il cuore del centro antico della città.

## Descrizione
I tre decumani scorrevano parallelamente l'uno dall'altro attraversando da est a ovest la città antica, parallelamente rispetto alla costa. Il termine decumano utilizzato in via ufficiale risulta in realtà un termine improprio in quanto esso caratterizza un sistema di urbanizzazione di epoca romana. Neapolis, invece, venne fondata come colonia greca, dunque ben prima dell'avvento dei romani.
Il sistema greco prevedeva uno schema stradale rigorosamente ortogonale in cui tre strade, le più larghe (tredici metri la mediana e circa sei le altre due) e grandi, chiamate plateiai (singolare: plateia), attraversavano l'antico centro urbano suddividendolo in quattro parti. Inoltre, tali vie principali venivano tagliate perpendicolarmente, da nord a sud, da altre strade più piccole (larghe circa tre metri) chiamate stenopoi (singolare: stenopos) o più impropriamente "cardini", le quali strade oggi costituiscono i vicoli del centro storico cittadino. La rete stradale dunque, risultava essere caratterizzata di fatto da strade principali (platèiai) e strade secondarie (stenopòi) che, combinate tra loro, dividevano lo spazio in isolati rettangolari lunghi circa 180 metri e larghi circa 35 metri, in un rapporto 1 a 5 in un modello che i romani chiamavano "per strigas" {a strisce}. Si conta che le strade secondarie di Neapolis che tagliavano le tre plateiai fossero in numero variabile da 20 a 23.
I tre decumani vedevano nelle due laterali una sostanziale similitudine mentre la centrale risultava essere più grande rispetto alle altre due e rappresentava per l'appunto la via più importante della città antica. La plateia centrale corrisponde oggi a via dei Tribunali e nel punto centrale di quest'arteria era disposta, durante l'epoca greca, l'agorà, mentre in quella romana il foro. L'agorà stessa, oggi corrispondente a Piazza San Gaetano, era divisa in due dalla via maggiore dove nel lato nord, nei pressi del tempio dei Dioscuri (oggi Basilica di San Paolo Maggiore), avvenivano le funzioni religiose mentre nel lato sud vi erano il mercato, l'aerarium ed altre strutture con funzioni civili. Non a caso, gli scavi di san Lorenzo Maggiore, visitabili al di sotto dell'omonima chiesa, mostrano i resti di epoca greca misti con quelli di epoca romana degli stessi mercati.
Il sistema stradale antico di Napoli oggi è rimasto sostanzialmente invariato, avendo in alcuni punti un livello massimo di corrispondenza rispetto alla struttura originaria, mentre in altri un livello più basso per via di modifiche, talune volte radicali, che ha subito col tempo l'antico assetto urbano. Il primo caso è quello di Spaccanapoli che, infatti, se ammirata dalla collina del Vomero, mostra ancora la sua perfetta linearità dal punto iniziale a quello finale del percorso. Il secondo caso, invece, è quello del decumano superiore, corrispondente a via della Sapienza, Pisanelli, dell'Anticaglia e degli Apostoli, via Santa Sofia, il quale vede notevolmente mutato il suo aspetto antico mostrando in più punti stravolgimenti della sua direzione. Tra i cardini che invece hanno subito una più radicale risistemazione in epoche successive, va citata l'attuale via Duomo, la cui strada subì un sostanziale ampliamento rispetto alla dimensione originaria a seguito degli interventi di Risanamento che hanno interessato la città verso la fine del XIX secolo.
I tre decumani sono:
- il decumano superiore;
- il decumano maggiore;
- il decumano inferiore (Spaccanapoli).

Tutte e tre le vie principali del nucleo antico fanno parte della porzione di centro storico di Napoli protetto dall'UNESCO e contengono al loro interno un elevato numero di palazzi nobiliari, chiese monumentali e siti archeologici della città.
Per sola semplicità e consuetudine, oggi nell'uso comune i termini plateiai e stenopoi sono stati sostituiti dai termini romani successivi decumani e cardini. Nel periodo romano, le strade non hanno comunque smesso di essere vissute come principali della città venendo, in alcuni casi, altresì allungate lievemente (è questo il caso del decumano inferiore, che venne allungato verso sud-ovest, nel tratto da piazza del Gesù Nuovo fino a via Domenico Capitelli).

Alcuni stenopoi
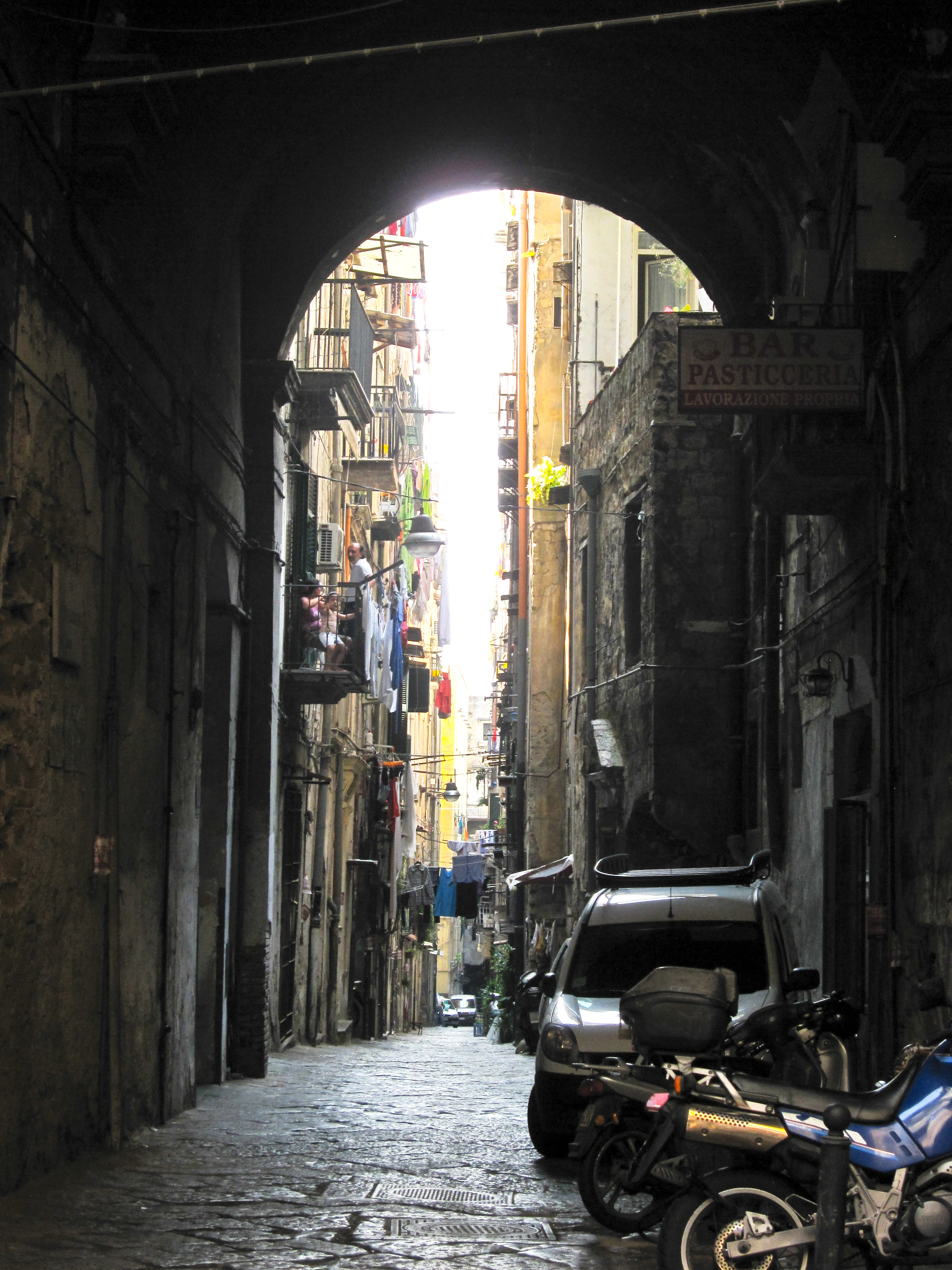
Via san Nicola a Nilo, collega il decumano maggiore a quello inferiore.
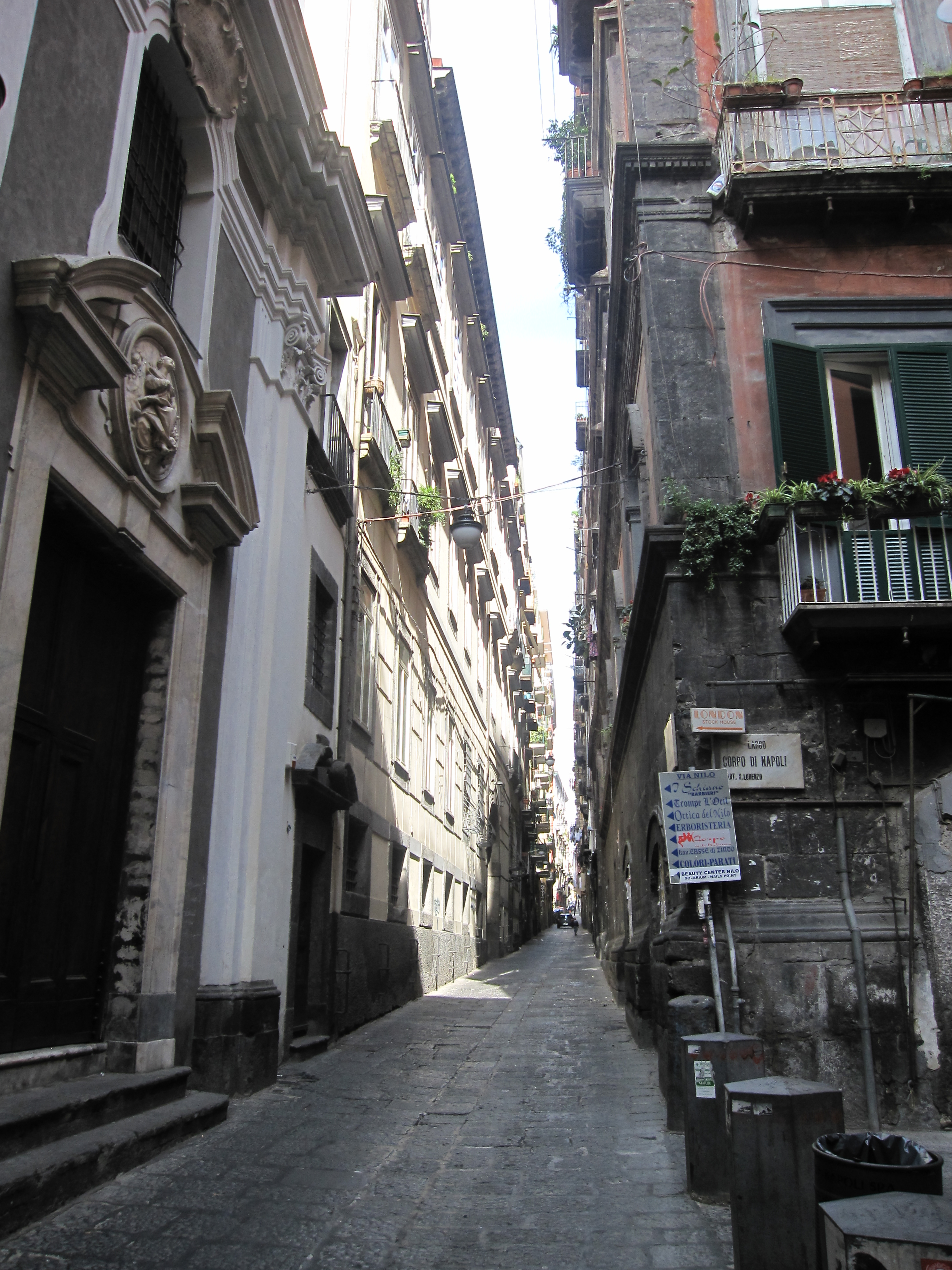
Via Nilo, collega il decumano inferiore, all'altezza di Largo corpo di Napoli, a quello maggiore.
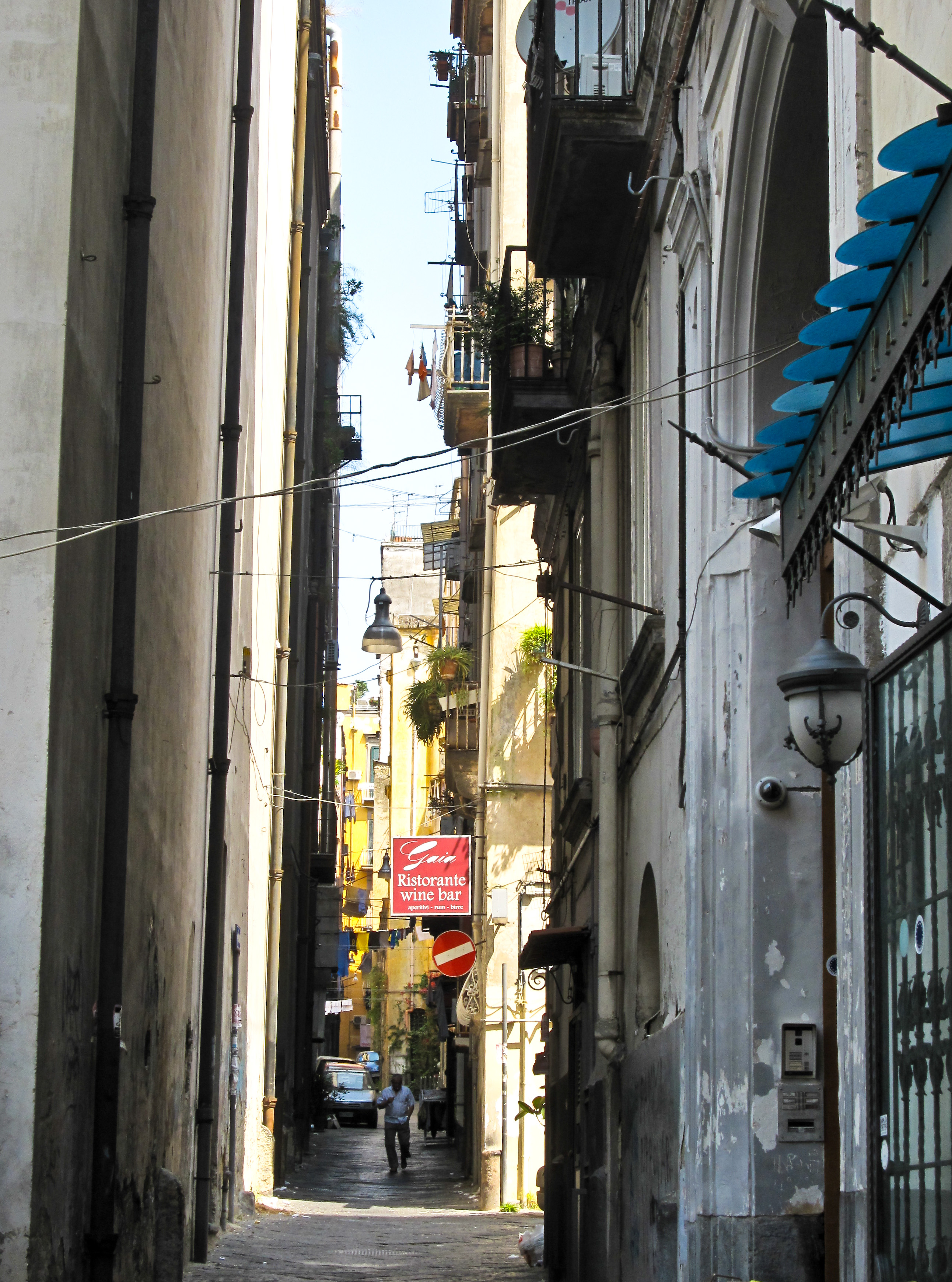
Via Atri, collega il decumano superiore a quello maggiore.
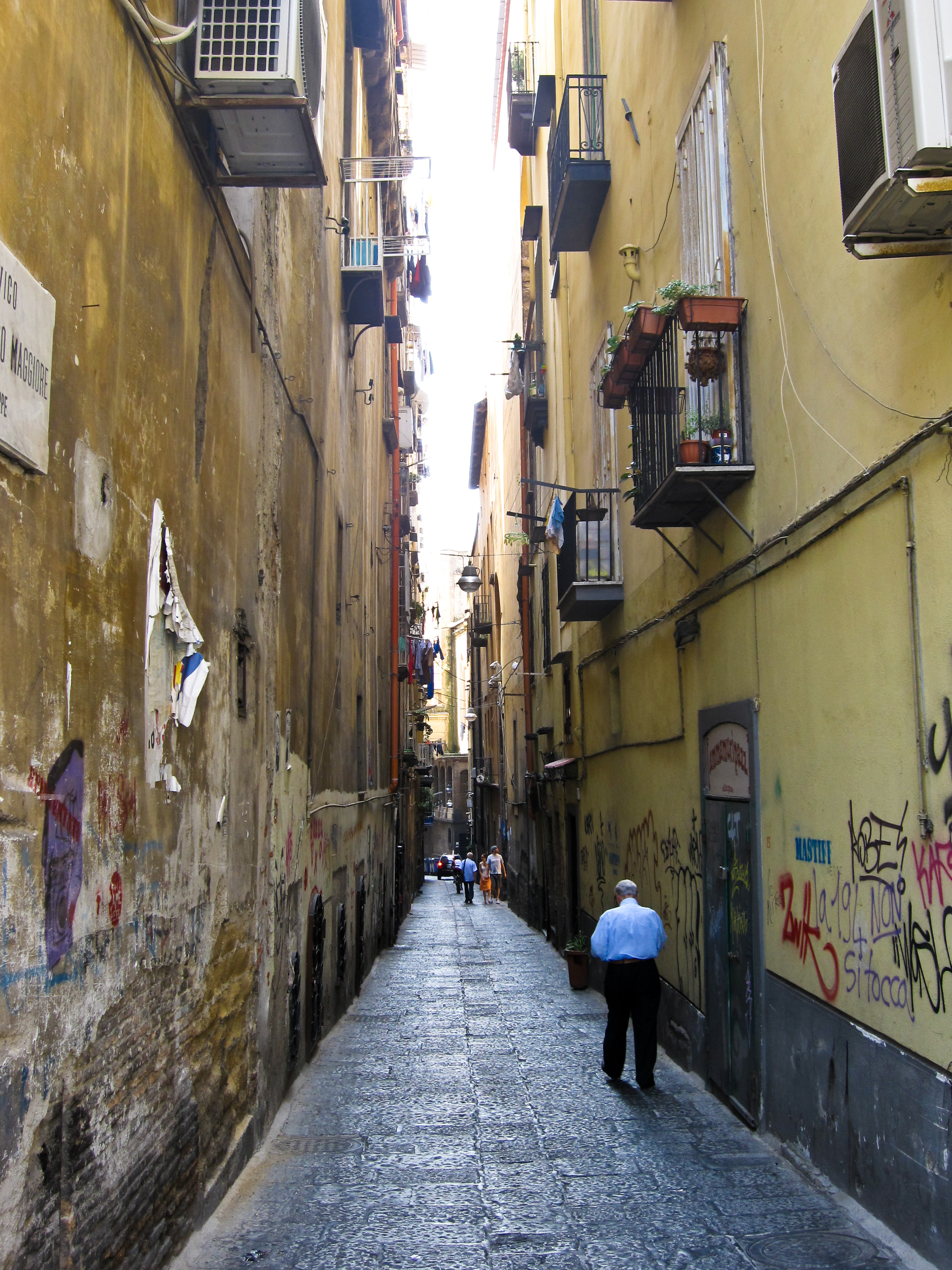
Vico san Domenico Maggiore, collega il decumano maggiore a quello inferiore, sbucando su piazza san Domenico Maggiore.
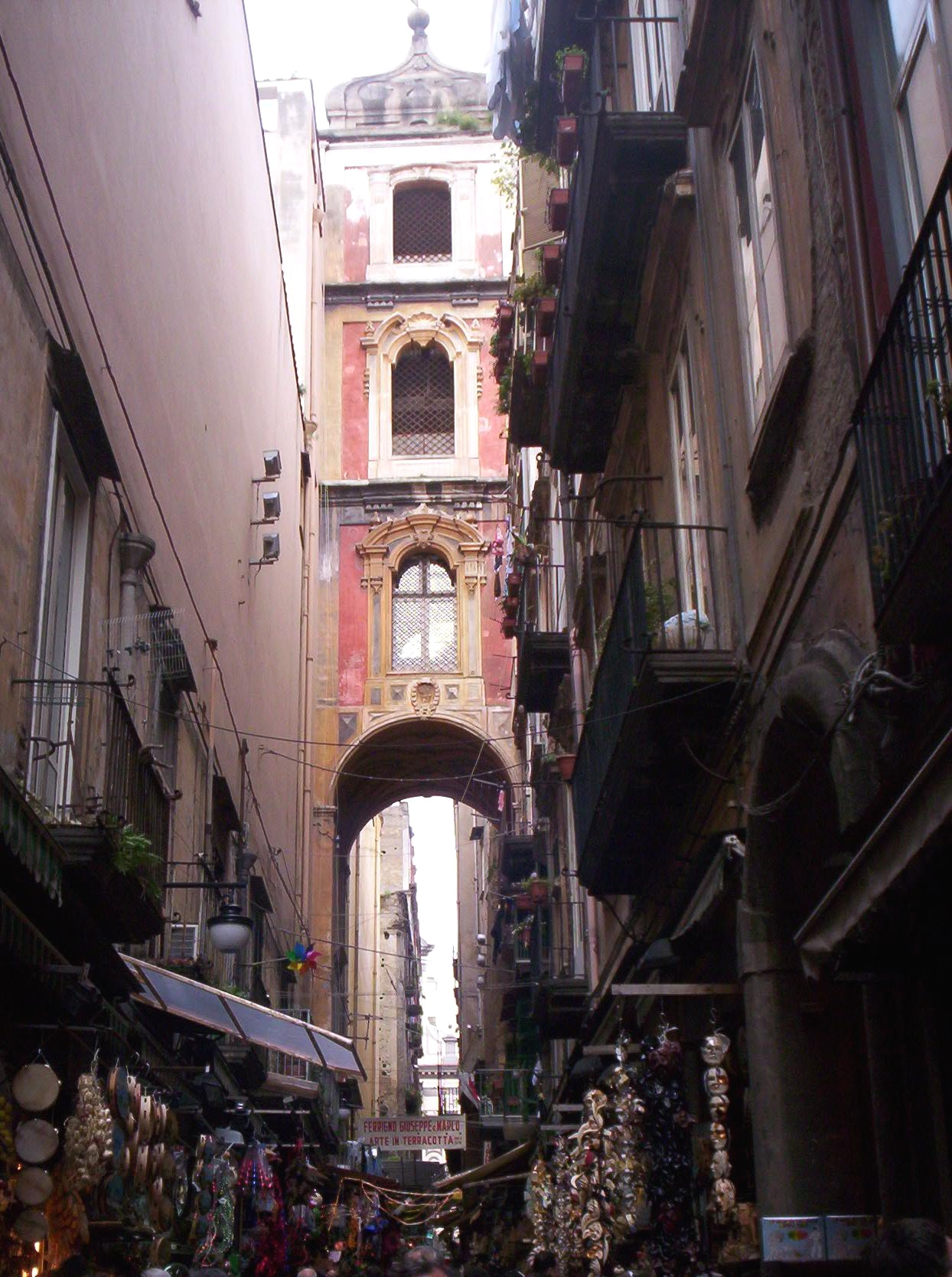
Via San Gregorio Armeno, collega il decumano inferiore al maggiore, sbucando su piazza san Gaetano.